# Holcencyrtus myrmicoides
Holcencyrtus myrmicoides är en stekelart som först beskrevs av Compere och Zinna 1955.  Holcencyrtus myrmicoides ingår i släktet Holcencyrtus och familjen sköldlussteklar. Inga underarter finns listade i Catalogue of Life.